# Pseudorhombus annulatus
Pseudorhombus annulatus är en fiskart som beskrevs av Norman 1927. Pseudorhombus annulatus ingår i släktet Pseudorhombus och familjen Paralichthyidae. Inga underarter finns listade i Catalogue of Life.